# João Pinto da Fonseca Guimarães
João Pinto da Fonseca Guimarães (? —?) foi um jornalista, genealogista e político brasileiro.
Filho de João Pinto da Fonseca Guimarães e Zulmira Guimarães,  irmão do diplomata José Pinto Guimarães, é pai da escritora Mila Cauduro.
Era vereador, em Porto Alegre, em 1873, quando a Câmara Municipal comemorou seu Centenário. Dirigiu o jornal Correio do Sul, em sua última fase, efêmera, que iniciou em 23 de agosto de 1880. Foi eleito deputado estadual, às 21ª e 22ª Legislaturas da Assembleia Legislativa do Rio Grande do Sul, de 1891 a 1897.
Publicou, junto com Jorge Godofredo Schell Felizardo a Genealogia Riograndense -- Carneiro da Fontoura, Livraria do Globo, vol. 1, 1937.